# Francesco Vitelli

Stemma Vitelli

(Marco Ginammi, "Relationi del Cardinale Bentivoglio al Mons.Francesco Vitelli", Venezia, 1636, Prefazione del libro di Guido Bentivoglio)
Decio Francesco Vitelli (Città di Castello, 30 agosto 1582 – Urbino, febbraio 1646) è stato un religioso e arcivescovo cattolico italiano.

## Biografia
Decio Francesco Vitelli nacque il 30 agosto 1582, da Vincenzo Vitelli (figlio di Alessandro Vitelli) e Faustina Vitelli (figlia di Chiappino); apparteneva così alla nobile famiglia dei Vitelli, sia per parte di madre che di padre: infatti, Vincenzo era lo zio di Faustina. Ma Francesco non ebbe la possibilità di conoscere il padre, perché egli fu ucciso nel 1583 a Roma, dove era generale della Fanteria del Papa. 
Dopo aver studiato con molti risultati, fu nominato nel 1612 referendario da papa Paolo V, per essere poi nominato, da Gregorio XV governatore di San Severino Marche, prima di essere trasferito nella provincia di Ancona, per far fronte alla grave crisi che stava attraversando quella zona. Nel 1624 fu inviato invece nella provincia di Ascoli Piceno, per riformare il sistema di tasse del luogo. Nel 1625 fu quindi a Roma, dove fu nominato membro della Sacra Consulta, della Congregazione dei Confini e votante nel Supremo Tribunale della Segnatura Apostolica. 
Raggiunta così una posizione di estrema importanza, fu nominato commissario più volte: nel 1630, per far fronte alla peste che minacciava lo Stato della Chiesa e nel 1632 per fare da diplomatico tra Ferrara e la Repubblica di Venezia; proprio nella Serenissima fu nunzio apostolico per circa 11 anni, e fu grazie ai suoi interventi che i veneziani non dichiararono guerra al Papa più volte. Il 7 giugno 1634 fu nominato da Urbano VIII amministratore apostolico di Terni, carica che mantenne fino al 1636; nel 1641 fu nominato arcivescovo di Urbino. Nel 1643, fu nominato prelato di fiocchetto, prima di morire nella città marchigiana nel 1646; fu sepolto a Roma, nella cappella Vitelli nella chiesa di San Marcello al Corso. Il Vitelli fu un uomo dalla grandissima cultura, autore di alcuni trattati politici e storici, occupandosi anche di tradurre alcune opere e di proteggere alcuni scrittori.

## Genealogia episcopale e successione apostolica
La genealogia episcopale è:
- Cardinale Scipione Rebiba
- Cardinale Giulio Antonio Santori
- Cardinale Girolamo Bernerio, O.P.
- Arcivescovo Galeazzo Sanvitale
- Cardinale Ludovico Ludovisi
- Cardinale Marco Antonio Gozzadini
- Cardinale Federico Baldissera Bartolomeo Corner
- Arcivescovo Decio Francesco Vitelli

La successione apostolica è:
- Vescovo Gerolamo de Paduano, O.F.M. (1634)